# 奈良市立鳥見小学校
奈良市立鳥見小学校（ならしりつ とりみしょうがっこう）は、奈良県奈良市鳥見町三丁目にある公立小学校。

## 沿革
- 1966年（昭和41年）4月1日 - 開校。
- 1966年（昭和41年）11月1日 - 開校式を挙行。同日を創立記念日とする。

## 通学区域
- 富雄川西一丁目の一部（27番街区から30番街区まで）、富雄川西二丁目の一部（25番街区から30番街区まで）、鳥見町一丁目、鳥見町二丁目、鳥見町三丁目、鳥見町四丁目、三碓町の一部、三松二丁目の一部（12番街区から17番街区まで）、三松ヶ丘[1]

※卒業後は基本的に奈良市立富雄中学校に進学する。

## 通学区域が隣接している学校
- 奈良市立富雄第三小学校
- 奈良市立三碓小学校
- 奈良市立富雄北小学校
- 奈良市立二名小学校
- 生駒市立桜ヶ丘小学校